# Carolyn Schuler
Pour les articles homonymes, voir Schuler.
Carolyn Jane Schuler, née le 5 janvier 1943 à San Francisco et morte le 22 juillet 2024, est une nageuse américaine, dont la nage principale est le papillon.

## Palmarès

### Jeux olympiques
- Jeux olympiques de 1960 à Rome (Italie)[2]
  -  Médaille d'or sur 100 m papillon
  -  Médaille d'or au relais 4 × 100 m 4 nages (avec Lynn Burke, Patty Kempner et Chris von Saltza)